# Theodor Fontane jun.
Theodor Henri Fontane jun. (* 3. November 1856 in Berlin; † 16. Mai 1933 ebenda) war ein deutscher Intendanturbeamter und – gemeinsam mit seinem Bruder Friedrich Fontane – ab 1919 Verwalter der literarischen Hinterlassenschaft seines Vaters Theodor Fontane.

## Leben und Wirken
Ab 1862 besuchte Theodor „Theo“ Fontane, Sohn des gleichnamigen Schriftstellers, das Friedrich-Wilhelm-Gymnasium und ab 1871 das Französische Gymnasium in Berlin. Dort legte er als „Primus Omnium“ das Abitur ab. Daran schloss sich nach einem Versuch des Theologiestudiums von 1875 bis 1878 ein Jurastudium mit Abschluss der ersten Staatsprüfung an der Universität Berlin an. 1879/80 leistete er als Einjähriger seinen Militärdienst – wie schon sein Vater – beim Gardegrenadierregiment Nr. 2 „Kaiser Franz“ in Berlin. 1880 folgte dann ein Kammergerichtsreferendariat in Berlin und Eberswalde, das er jedoch abbrach, um 1882 in die Heeresverwaltung, und zwar in die Militär-Intendantur beim III. Armeekorps in Berlin zu wechseln und das Intendanturreferendariat aufzunehmen. 1885 begann seine Beamtenkarriere als Intendanturassessor beim VII. Armeekorps in Münster. 1889 wurde er zum Intendanturrat befördert und als solcher zum XIV. Armeekorps nach Karlsruhe versetzt. 1891 wurde er Hilfsarbeiter im Militär-Ökonomie-Departement im preußischen Kriegsministerium in Berlin, dann 1894 beim X. Armeekorps in Hannover und erneut 1896 im Kriegsministerium. Im April 1897 wurde ihm der Rote Adlerorden 4. Klasse verliehen. 1898 wurde er Leiter der Militärintendantur im XI. Armeekorps in Kassel. Nach seiner Ernennung zum Wirklichen Geheimen Kriegsrat und Vortragenden Rat wirkte er ab 1907 endgültig im Kriegsministerium. Daneben wurde er 1909 auch Verwaltungsmitglied im Direktorium des Großen Militärwaisenhauses in Potsdam. Krankheitsbedingt wurde er „durch Allerhöchsten Abschied“ per 14. Dezember 1912 in den Ruhestand versetzt, wodurch eine vorgesehene Ernennung zur „Exzellenz“ nicht mehr wirksam wurde. Im Ersten Weltkrieg wurde er als Feldintendant in Brüssel reaktiviert, im Herbst 1917 aber mit 60 Jahren endgültig pensioniert. Weiterhin war er ab 1884 Mitglied der von ihm, seinem Studienfreund Paul Meyer, dem Verlagsbuchhändler Hans Herz und anderen gegründeten „Zwanglosen Gesellschaft“ in Berlin. Nach Beiträgen im Militär-Wochenblatt unternahm er auch eigene literarische Versuche, die jedoch seitens seines Vaters nicht geschätzt wurden. Als Manuskript hinterließ er Lebenserinnerungen, die bisher nur zu einem geringen Teil veröffentlicht wurden, durchaus aber seine literarischen Fähigkeiten bestätigen. Als literarische Nachwirkung hatte sein Vater seine Züge den Figuren des Baron Innstetten in Effi Briest und des Wendelin von Poggenpuhl in den Poggenpuhls verliehen. Seine starke äußerliche Ähnlichkeit mit seinem Vater führte dazu, dass er den Bildhauern Max Wiese für das Fontane-Denkmal in Neuruppin und Max Klein für das Fontane-Denkmal im Berliner Tiergarten Modell stand.
Nachdem die vom Vater testamentarisch eingesetzte Nachlasskommission unwirksam geblieben war, übernahm er ab 1919 gemeinsam mit seinem Bruder, dem Verlagsbuchhändler Friedrich Fontane, die uneingeschränkte Verantwortung für die Pflege und Edition der literarischen Hinterlassenschaft des Vaters. Nach Ablauf der Schutzfrist 1928 konnten beide Brüder in den folgenden Krisenjahren die erforderlichen Mittel für die Unterhaltung des Archivs nicht mehr aufbringen und bemühten sich um dessen geschlossene käufliche Übernahme durch die Preußische Staatsbibliothek. Da dies aus finanziellen Gründen scheiterte, wurde der Nachlass im Oktober 1933 (nach dem Tod von Theodor jun.) beim Berliner Auktionshaus Meyer&Ernst versteigert und somit zersplittert.

## Familie

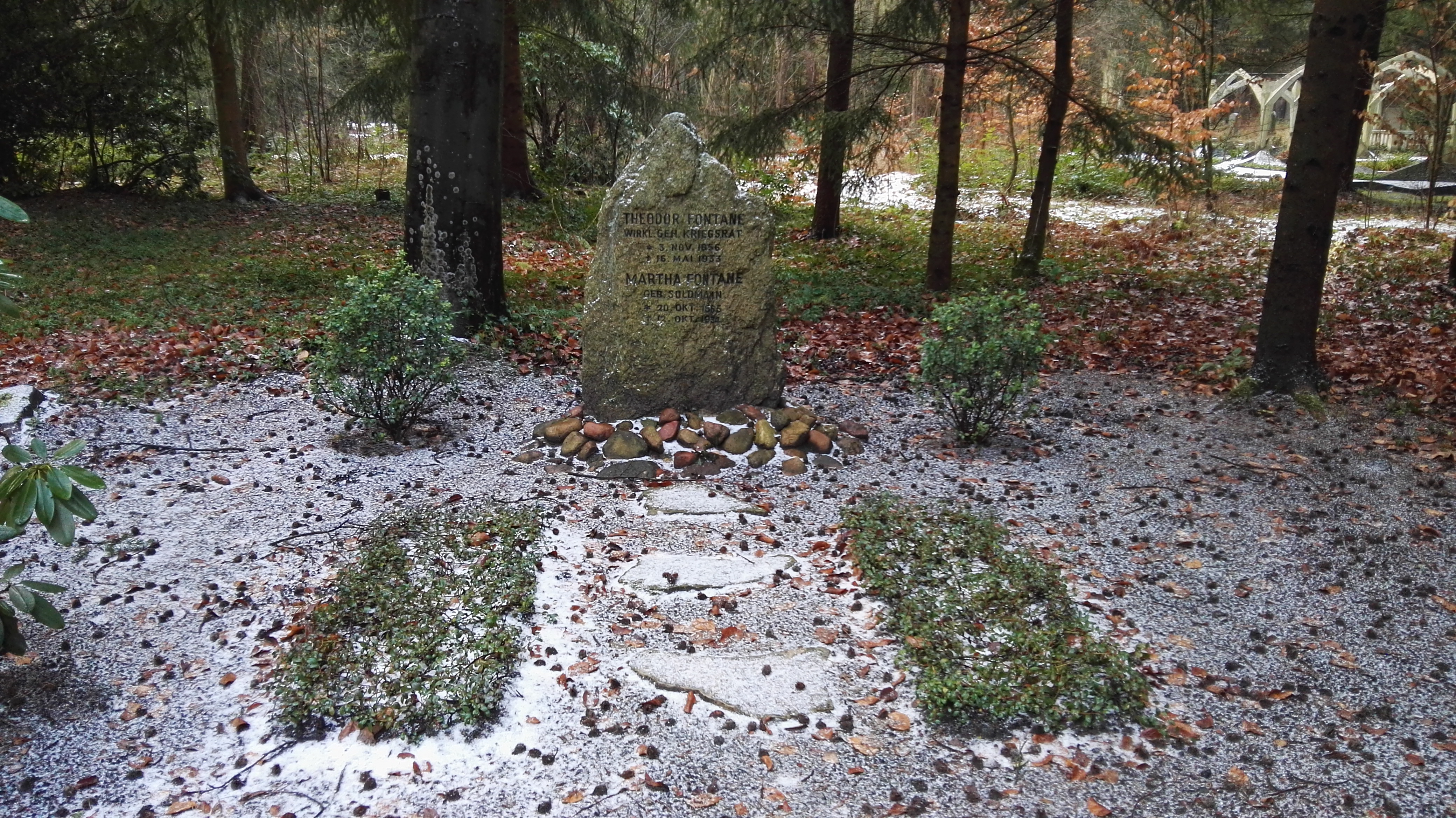
Grabstätte von Theodor und Martha Fontane

Theodor Fontane wurde als fünftes Kind des Schriftstellers Theodor Fontane und dessen Ehefrau Emilie, geborene Rouanet, geboren. Er heiratete 1886 in Münster Martha Soldmann (* 21. November 1865 in Dortmund; † 12. Oktober 1934 in Berlin), Tochter des Oberpostdirektors Carl Soldmann aus Münster. Aus der Ehe gingen drei Kinder hervor:
- Otto Fontane (1887–1958), Kapitän zur See d. R. der Kriegsmarine,
- Gertrud (1889–1969) ⚭ Oskar Grosse und
- Martha (1896–1966) ⚭ Herbert Rinkel.

Theodor und Martha Fontanes letzte Ruhestätte befindet sich auf dem Südwestkirchhof Stahnsdorf im Kapellenblock, Erbbegräbnis 74.

## Veröffentlichungen
- Theodor Fontane: Festspiel zur 200jährigen Jubelfeier des Edikts von Potsdam seitens der Französischen Colonie zu Berlin im Concerthause der Philharmonie am 29. October 1885. Münster 1885. (Hrsg.)
- Theodor Fontane: Wanderungen durch die Mark Brandenburg. Neue Ausgabe. 5 Bände. Stuttgart-Berlin 1925. (Hrsg. mit Friedrich Fontane)
- Theodor Fontanes Plaudereien über Theater. Bd.1: Das Königliche Schauspielhaus zu Berlin [Theaterkritiken 1870–1890]. Neue verm. Ausgabe. Berlin 1926. (Hrsg. mit Friedrich Fontane)
- Die Schwestern des Dichters Theodor Fontane. In: Fontane-Blätter Bd. 3 (1974) H. 3, S. 161–165. [aus den Lebenserinnerungen]
- Beziehungen zu meinem Vater. In: Fontane-Blätter Bd. 3 (1974) H. 4, S. 253–264. [aus den Lebenserinnerungen]